# Котиньяк
Котинья́к (фр. Cotignac) — коммуна на юго-востоке Франции в регионе Прованс — Альпы — Лазурный берег, департамент Вар, округ Бриньоль, кантон Бриньоль.
Площадь коммуны — 44,26 км², население — 2146 человек (2006) с выраженной тенденцией к росту: 2313 человек (2012), плотность населения — 52,0 чел/км².

## Население
Население коммуны в 2011 году составляло — 2257 человек, а в 2012 году — 2313 человек.
| 1962 | 1968 | 1975 | 1982 | 1990 | 1999 | 2006 | 2007 | 2011 | 2012 |
| ---- | ---- | ---- | ---- | ---- | ---- | ---- | ---- | ---- | ---- |
| 1502 | 1398 | 1636 | 1628 | 1792 | 2026 | 2146 | 2163 | 2257 | 2313 |

Динамика населения:

## Экономика
В 2010 году из 1242 человек трудоспособного возраста (от 15 до 64 лет) 831 были экономически активными, 411 — неактивными (показатель активности 66,9 %, в 1999 году — 62,1 %). Из 831 активных трудоспособных жителей работали 698 человек (369 мужчин и 329 женщин), 133 числились безработными (57 мужчин и 76 женщин). Среди 411 трудоспособных неактивных граждан 79 были учениками либо студентами, 187 — пенсионерами, а ещё 145 — были неактивны в силу других причин.
На протяжении 2010 года в коммуне числилось 1113 облагаемых налогом домохозяйств, в которых проживало 2309,5 человек. При этом медиана доходов составила 16 тысяч 721 евро на одного налогоплательщика.